# 矮甲鯰
矮甲鯰，為輻鰭魚綱鯰形目矮甲鯰科的其中一種，為熱帶淡水魚，分布於南美洲亞馬遜河及巴拉圭河流域，棲息深度0-2公尺，體長可達1.4公分，棲息在水質汙濁且有沉積物的底層水域，生活習性不明。

## 扩展阅读
維基物種上的相關：矮甲鯰